# Polkagris
En polkagris är en typ av hård pepparmintsötsak, som består av socker, pepparmintsolja eller -arom, ättika och vatten, i en klassisk variant i form av röd- och vitrandiga stänger. Polkagrisar förknippas i Sverige med Gränna, där de började tillverkas av Amalia Eriksson under 1800-talet. En stång kan ha en krok i ena änden (för att kunna hängas i en julgran) och benämns då polkakäpp. Polkagrisar är uppkallade efter dansen polka, som var populär vid tidpunkten. Vid denna tid var gris ett allmänt begrepp för sötsak, vilket ska ha bidragit till namnet.
Äkta Gränna polkagris fick sedan 21 juni 2022 ställning som skyddad ursprungsbeteckning inom Europeiska unionen. Skyddet innebär att det som säljs som Äkta Gränna polkagris ska ha tillverkats i Gränna socken.

## Historik
Det är oklart när och var hårda pepparmintstänger (på engelska kallade "candy canes" eller "peppermint sticks") började tillverkas. Ett recept från 1844 talade om vita stänger med färgade ränder, men inte nödvändigtvis röda ränder. Det finns belägg för att långa skruvade pepparmintkäppar hängdes upp i amerikanska julgranar 1882.
I svenska språket finns ordet "polkagris" belagt från 1883. Amalia Eriksson, som 1859 fick tillstånd av magistraten i Gränna att bedriva sockerbageri och tillverka karameller, är den första kända tillverkaren av polkagrisar i Sverige. Tillverkningen utvecklades bra och Amalia Eriksson fick så småningom flera lokala efterföljare.

## Tillverkning

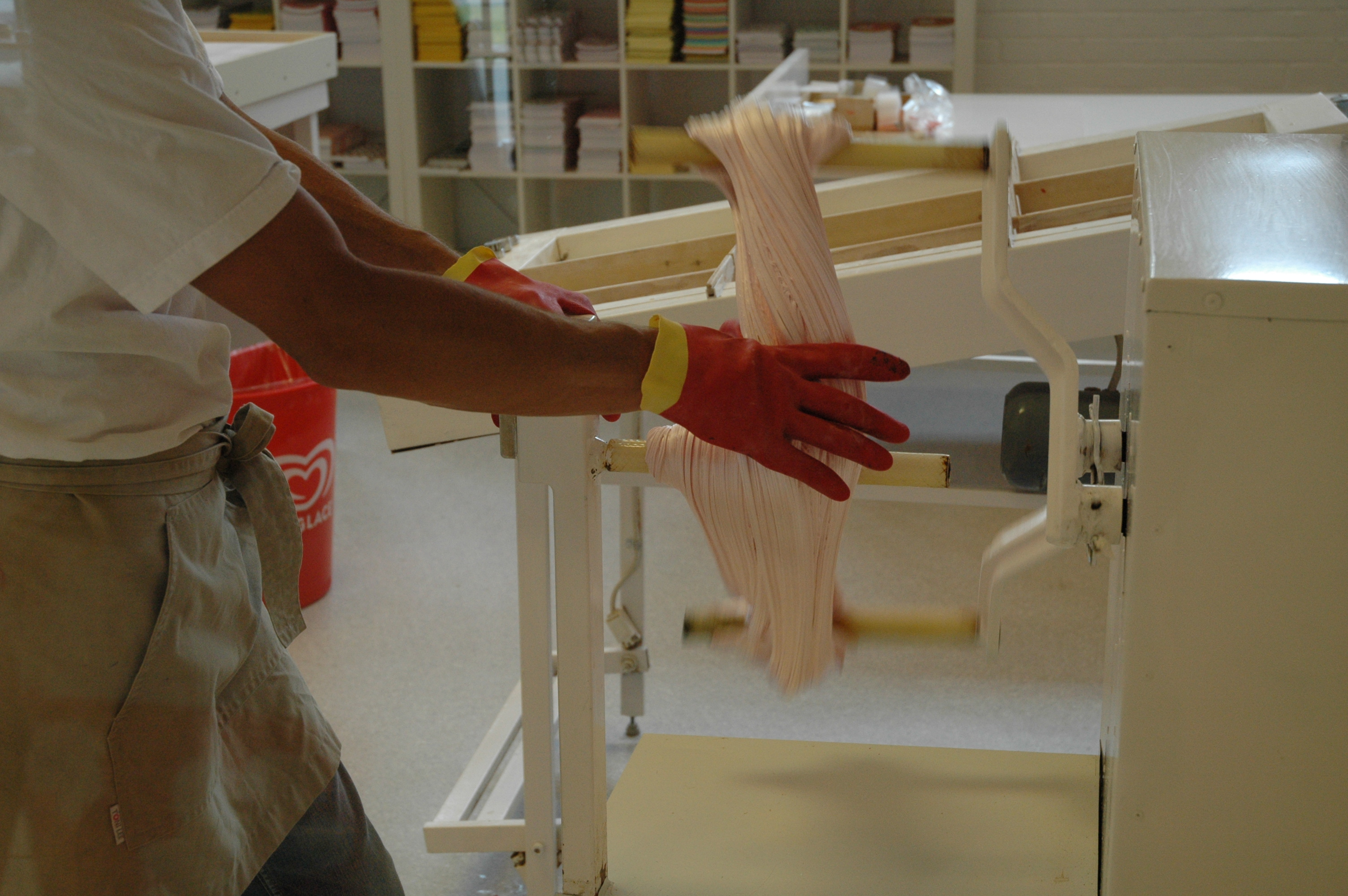
Tillverkning av polkagrisar, där degen sträcks.

Socker, vatten och ättika upphettas. Degen kyls ned på ett kylbord och delas upp i två delar. Den ena delen färgas röd, medan resten av degen får vit färg genom att luft arbetas in i den. Därefter tillsätts pepparmyntsolja som smaksättning. När degarna stelnat till lite sammanfogas den röda och vita degen, formas till en lång stång som vrids för att få det randiga utseendet. Slutligen klipps degstången i lika stora bitar, innan de färdiga polkagrisarna förpackas och säljs.

### Varianter
Små polkagriskarameller brukar bland annat säljas i strutar på marknader. I dagligvarubutiker brukar även dessa kallas polkagrisar, men de kan även gå under andra namn såsom polkakuddar.
Polkagrisar med ena änden böjd till en krok kallas ofta polkakäppar. Polkakäppar kan hängas upp som julpynt och mindre sådana som julgransprydnad.
Det finns även polkaspån, som är spiralformade, och polkanappar. En polkanapp liknar en stor napp och brukar bestå av ett oätligt handtag (ögla) av plast och en sugdel av polkagris. Den kan även ha ett band, exempelvis presentband eller nyckelband, som är fäst i öglan.
Andra färger än vit-röda brukar kallas karamellstång.